# Бутбуль, Тохар
Тохар Бутбуль (Тохар Бутбул, Тоар Бутбуль) (род. 24 января 1994, Кадима-Цоран) — израильский дзюдоист, призёр первенств Европы среди юниоров и молодёжи, чемпион и призёр чемпионатов Израиля, победитель и призёр этапов Кубка мира и Большого шлема, серебряный призёр чемпионата Европы 2021 года в Лиссабоне. Выступает в лёгкой весовой категории (до 73 кг). На чемпионате Европы в финальной схватке уступил косовару Акилу Гякова и завоевал серебряную медаль.